# Illa de Nutka
L'illa de Nutca (també escrit com Nuca o Nutka, en anglès Nootka Island, és una petita illa costanera del tram central de la costa sud-occidental de l'illa de Vancouver, pertanyent a la província de la Colúmbia Britànica (Canadà). Té una àrea de 534 km² i està separada de l'illa de Vancouver per les aigües de l'estret de Nutca i la Badia Esperança.
El nom de l'illa prové d'un grup indígena procedent de l'Illa de Vancouver, al que es coneixia des d'antic com els nutka. En l'actualitat l'hi coneix com els nuu-chah-nulth.

## Història
L'estret de Nutca o Nutka (en anglès, Nootka Sound ) va ser albirat per primera vegada per un europeu el 8 d'agost de 1774 per l'explorador espanyol Juan José Pérez Hernández a bord de la nau Santiago qui, sense desembarcar, ho va denominar Surgidero de San Lorenzo. La seva missió era arribar fins als 65ºN de latitud, però va tornar a Sant Blai per falta de queviures. A l'any següent es va reorganitzar l'expedició en què van participar, a més, Bruno de Heceta i Juan Francisco del Celler i Quadra, a bord del Sant Carles, el Santiago i el Sonora. La intenció era descobrir els assentaments dels russos i prendre possessió en nom de la Corona espanyola. Al març de 1778 el capità James Cook va ser el primer europeu a prendre terra a l'illa Bligh, denominant a l'estret com King George's Sound. Estant a Friendly Cove els nadius corejaven « Itchme nutka, itchme nutka » volent dir que donés la volta a Yuquot (nom nadiu que significa "Lloc Ventós"), però Cook els malinterpretar pensant que deien el nom del lloc.
El navegant Ignacio d'Arteaga va visitar la zona amb el Princesa el 1779, arribant a una àmplia badia que va denominar Port Bucarelli.
En aquell temps el comerç entre Àsia i Amèrica del Nord era un monopoli espanyol, amb limitades llicències reconegudes als portuguesos. El ministre espanyol comte de Floridablanca, el 8 de juliol de 1787 va donar instruccions perquè forces espanyoles de Califòrnia es dirigissin cap al nord i « fixessin i asseguressin els punts que es puguin, aficionant els indis i llançant qualssevol hostes que es trobin establerts ». El 1787 es va dirigir a la zona una nova expedició espanyola amb els vaixells Princesa al comandament d'Esteban Martínez i San Carlos al comandament de Gonzalo López d'Haro. Després de disputar entre si tots dos comandants, van realitzar exploracions per separat. López de Haro va arribar a Unalaska, on els russos li van informar que dues fragates d'aquell país s'estaven allistant per dirigir-se a ocupar Nutca. A les Aleutianes, Martínez va rebre la mateixa informació, juntament amb notícies de l'existència d'un assentament anglès a Nutca. El comerciant britànic John Meares, que havia recorregut la zona el 1785 i 1786, usant vaixells amb bandera portuguesa i tripulació britànica, va establir un lloc comercial a l'estret de Nutca el 1788, esperant obtenir grans guanys en el comerç amb la Xina..

### Assentament de la Companyia Voluntaris Catalans
El 5 de maig de 1789 Esteban José Martínez comandant les naus Princesa i San Carlos, va prendre possessió de l'Ensenada de Nutca, territori que va passar a formar part del Virregnat de Nova Espanya. En arribar a l'illa de Nutca va trobar allà dos vaixells nord-americans, el Columbia i la Lady Washington, els capitans dels quals van adduir que van recalar allà per les males condicions climàtiques, de manera que Martínez els va deixar partir. Es trobava també a l'illa el paquebot de bandera portuguesa Iphigenia Nubiana pertanyent a capitals britànics lligats a John Meares. Poc després de l'arribada de Martínez, va aparèixer el paquebot britànic Argonaut al comandament del capità James Colnett, que transportant mercaderies, pretenia fortificar-se a l'illa. Martínez va capturar ambdóa vaixells: Argonaut i Iphigenia Nubiana. Poc després van arribar a l'illa dos vaixells britànics, la balandra Princesa Real, al comandament de Thomas Hudson i la goleta Northwest America. Martínez va procedir a detenir-les el 5 de juny i el 2 de juliol, respectivament, remetent els vaixells a San Blas, Nayarit, a l'actual Mèxic, llavors Nova Espanya. A l'illot de Sant Miquel o Illa dels Porcs, es va construir una bateria que constituiria el Fort de Sant Miquel, i en un altre illot es va construir el Baluard de Sant Rafael, però a finals de juliol de 1789 es va rebre l'ordre d'abandonar l'establiment.
Davant l'imminent conflicte, el govern espanyol va decidir fortificar Nutca, establint el Fort de Sant Miquel de forma permanent l'abril de 1790. Al mateix temps es va enviar al tinent de navili Francisco d'Eliza per dirigir l'assentament juntament amb 76 homes de la Primera Companyia Franca de Voluntaris de Catalunya comandats per Pere Alberni. La presència dels voluntaris catalans és el motiu pel qual als dibuixos realitzats per l'expedició d'Alessandro Malaspina, que va passar per Nutca l'estiu de 1791, hi apareguin nombrosos individus portant la típica barretina.

### Ocupació britànica

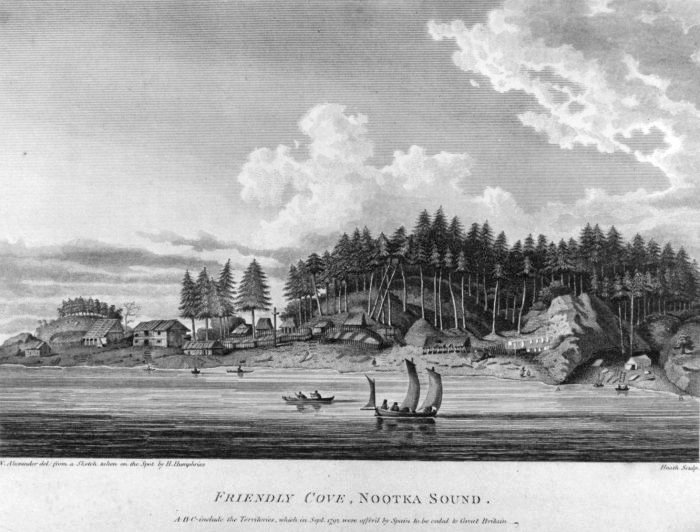
George Vancouver en Friendly Cove cap a 1791.

George Vancouver va arribar a Friendly Cove el 1791. La Convenció de Nutca va resoldre les diferències de Gran Bretanya amb Espanya, tornant a la primera la possessió de les seves instal·lacions al territori, quedant alliberat el seu accés al mateix i sense definir la pertinença a cap estat. El 1795 es van retirar els espanyols, abandonant el fort.

## Galeria

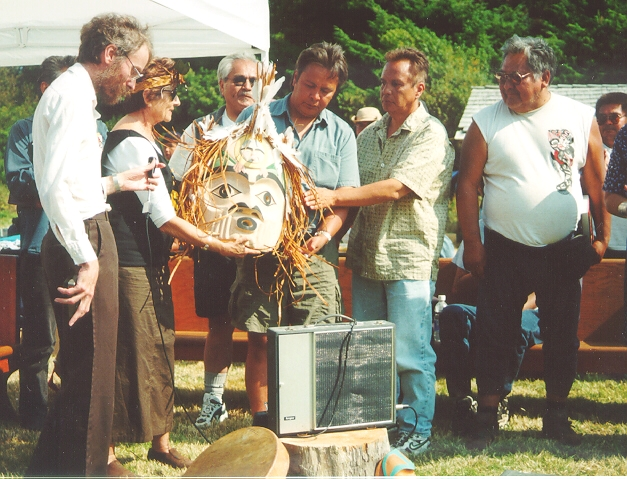
Nutka – Mercedes Palau comunica la intenció d'Espanya de retornar objectes indígenes en la seva possessió.